# Арника узколистная
Арника узколистная (лат. Arnica angustifolia) —  многолетнее травянистое растение, достигающее 41 см в высоту, вид семейства сложноцветных, распространённый в более холодных регионах Европы, Азии и Северной Америки (на севере и западе Канады, на Аляске, на севере Скалистых гор. Произрастает на голых каменистых склонах и альпийских вершинах.

## Описание
Многолетнее травянистое растение, высотой 5–40 см, с длинным корневищем. Стебли обычно простые, редко разветвленные. 
Листья простые, растут парами, на стебле 1–5 пар. Листовые пластины от широко ланцетных до линейных, края целые или зазубренные или зубчатые, вершины острые или заостренные, поверхности от безволосых до густо ворсинчатых. Верхние стеблевые листья меньше половины от размера прикорневых.
Соцветие — корзинки жёлтого цвета 3,5–5 см шириной; пыльники желтые.
Плоды коричневые, паппусы белые.

## Размножение
Размножается семенами, также вероятно бесполое вегетативное размножение корневищами. Соцветия и цветы приспособлены для перекрестного опыления насекомыми, с механизмами, которые делают самоопыление практически невозможным. Плоды приспособлены к распространению ветром.

## Подвиды
Список наиболее распространённых подвидов Arnica angustifolia:
- Arnica angustifolia subsp. alpina — Норвегия, Швеция
- Arnica angustifolia subsp. angustifolia — Евразия, Северная Америка
- Arnica angustifolia subsp. attenuata — Аляска, Юкон, Северо-Западные территории, Нунавут, Унгава
- Arnica angustifolia subsp. iljinii — Россия
- Arnica angustifolia subsp. lonchophylla — Британская Колумбия
- Arnica angustifolia subsp. sornborgeri — Квебек, Лабрадор, Ньюфаундленд
- Arnica angustifolia subsp. tomentosa — Канадские Скалистые горы, Монтана, Квебек, Ньюфаундленд

## Примечание
1. ↑  Арника узколистная – Arnica angustifolia Vahl. Мегаэнциклопедия Кирилла и Мефодия. Дата обращения: 20 мая 2025.
2. ↑  User, Super. Arnica angustifolia (брит. англ.). svalbardflora.no. Дата обращения: 19 мая 2025.
3. ↑  Arnica angustifolia Vahl — The Plant List. www.theplantlist.org. Дата обращения: 19 мая 2025.